# Ligue mondiale de hockey sur gazon féminin 2012-2013
Navigation
Édition suivante
La Ligue Mondiale de hockey sur gazon féminin 2012-2014 est la première édition de la Ligue Mondiale de hockey sur gazon féminin. Cette compétition débute le 13 août 2012 pour se terminer le 8 décembre 2013.
Toutes les équipes nationales participent à cette compétition qui s'étale sur 2 ans et est composée de 4 tours.

## Calendrier

### 1ertour
Ce tour regroupe toutes les équipes classées à partir de la 17e place mondiale. Celles-ci sont réparties en 6 groupes.
| Date                    | Ville hôte     | Classement                                                                  | Quotas pour 2e tour | Qualifiés au 2e tour               |
| ----------------------- | -------------- | --------------------------------------------------------------------------- | ------------------- | ---------------------------------- |
| 14 au 19 août 2012      | Prague         | 1. Biélorussie 2. Italie 3. Écosse 4. Tchéquie 5. France 6. Turquie         | 4                   | Biélorussie Italie Écosse Tchéquie |
| 7 au 9 septembre 2012   | Accra          | 1. Ghana 2. Nigeria                                                         | 1                   | Ghana                              |
| 14 au 16 september 2012 | Kuantan        | 1. Malaisie 2. Kazakhstan 3. Sri Lanka 4. Singapour                         | 2                   | Malaisie Kazakhstan                |
| 18 au 23 september 2012 | Vienne         | 1. Belgique 2. Russie 3. Ukraine 4. Autriche 5. Lituanie 6. Pays de Galles  | 4                   | Belgique Russie Ukraine Autriche   |
| 11 au 17 novembre 2012  | Port-d'Espagne | 1. Canada 2. Uruguay 3. Trinité-et-Tobago 4. Venezuela 5. Guyana 6. Barbade | 3                   | Canada Uruguay Trinité-et-Tobago   |
| 8 au 13 décembre 2012   | Suva           | 1. Fidji 2. Papouasie-Nouvelle-Guinée 3. Samoa 4. Vanuatu                   | 1                   | Fidji                              |

### 2etour
Outre les équipes qualifiées au 1er tour, ce tour regroupe toutes les équipes classées entre la 9e et la 16e place mondiale ainsi que les pays organisateurs. Celles-ci sont réparties en 4 groupes.
| Date                      | Ville hôte     | Classement                                                                 | Quotas pour 1/2 finales | Qualifiés en 1/2 finales |
| ------------------------- | -------------- | -------------------------------------------------------------------------- | ----------------------- | ------------------------ |
| 21 au 27 janvier 2013     | Le Cap         | 1. Afrique du Sud 2. Belgique 3. Azerbaïdjan 4. Autriche 5. Ghana          | 2                       | Afrique du Sud Belgique  |
| 18 au 24 février 2013     | New Delhi      | 1. Inde 2. Japon 3. Malaisie 4. Russie 5. Kazakhstan 6. Fidji              | 2                       | Inde Japon               |
| 25 février au 3 mars 2013 | Valence        | 1. Italie 2. Espagne 3. Biélorussie 4. Irlande 5. Tchéquie                 | 2                       | Italie Espagne           |
| 4 au 10 mars 2013         | Rio de Janeiro | 1. États-Unis 2. Chili 3. Écosse 4. Uruguay 5. Trinité-et-Tobago 6. Brésil | 2                       | États-Unis Chili         |

### 1/2 finales
Outre les équipes qualifiées au 2e tour, ce tour regroupe toutes les équipes classées entre la 1re et la 8e place mondiale. Celles-ci sont réparties en 2 groupes de 8 équipes.
| Date               | Ville hôte | Classement                                                                                            | Quotas pour finale | Qualifiés en finale                              |
| ------------------ | ---------- | --- | ------------------ | ------------------------------------------------ |
| 13 au 23 juin 2013 | Rotterdam  | 1. Allemagne 2. Pays-Bas 3. Corée du Sud 4. Nouvelle-Zélande 5. Japon 6. Belgique 7. Inde 8. Chili    | 4                  | Allemagne Pays-Bas Corée du Sud Nouvelle-Zélande |
| 22 au 30 juin 2013 | Londres    | 1. Australie 2. Angleterre 3. Argentine 4. Chine 5. États-Unis 6. Italie 7. Afrique du Sud 8. Espagne | 4                  | Australie Angleterre Argentine Chine             |

### Finale

#### Poule A
| Equipe       | J | V | N | P | BP | BC | Diff | Pts |
| ------------ | - | - | - | - | -- | -- | ---- | --- |
| Pays-Bas     | 3 | 3 | 0 | 0 | 12 | 3  | +9   | 9   |
| Angleterre   | 3 | 2 | 0 | 1 | 11 | 6  | +5   | 6   |
| Corée du Sud | 3 | 0 | 1 | 2 | 5  | 11 | −6   | 1   |
| Allemagne    | 3 | 0 | 1 | 2 | 3  | 11 | −8   | 1   |

| Équipes      | Score       | Équipes      |
| 30 novembre  | 30 novembre | 30 novembre  |
| ------------ | ----------- | ------------ |
| Angleterre   | 6 – 2       | Corée du Sud |
| Pays-Bas     | 6 – 0       | Allemagne    |
| 1er décembre |             |              |
| Angleterre   | 2 - 3       | Pays-Bas     |
| Allemagne    | 2 – 2       | Corée du Sud |
| 3 décembre   |             |              |
| Pays-Bas     | 3 – 1       | Corée du Sud |
| Allemagne    | 1 – 3       | Angleterre   |

#### Poule B
| Equipe           | J | V | N | P | BP | BC | Diff | Pts |
| ---------------- | - | - | - | - | -- | -- | ---- | --- |
| Australie        | 3 | 2 | 1 | 0 | 11 | 3  | +8   | 7   |
| Argentine        | 3 | 2 | 1 | 0 | 6  | 3  | +3   | 7   |
| Chine            | 3 | 1 | 0 | 2 | 4  | 8  | −3   | 3   |
| Nouvelle-Zélande | 3 | 0 | 0 | 3 | 2  | 9  | −7   | 0   |

| Équipes          | Score       | Équipes          |
| 30 novembre      | 30 novembre | 30 novembre      |
| ---------------- | ----------- | ---------------- |
| Nouvelle-Zélande | 0 – 2       | Chine            |
| Argentine        | 1 – 1       | Australie        |
| 1er décembre     |             |                  |
| Australie        | 5 - 1       | Chine            |
| Nouvelle-Zélande | 1 – 2       | Argentine        |
| 3 décembre       |             |                  |
| Australie        | 5 – 1       | Nouvelle-Zélande |
| Argentine        | 3 – 1       | Chine            |

#### Tableau final
|  | Quarts-de-finale 5 décembre 2013 | Quarts-de-finale 5 décembre 2013 |            |           | Demi-finales 7 décembre 2013    | Demi-finales 7 décembre 2013 |  |  | Finale 8 décembre 2013 | Finale 8 décembre 2013 |
|  | Quarts-de-finale 5 décembre 2013 | Quarts-de-finale 5 décembre 2013 |            |           | Demi-finales 7 décembre 2013    | Demi-finales 7 décembre 2013 |  |  | Finale 8 décembre 2013 | Finale 8 décembre 2013 |
|  |                                  |                                  |            |           |                                 |                              |  |  |                        |                        |
|  |                                  |                                  |            |           |                                 |                              |  |  |                        |                        |
|  |                                  |                                  |            |           |                                 |                              |  |  |                        |                        |
|  | Pays-Bas                         | 1                                |            |           |                                 |                              |  |  |                        |                        |
|  | Pays-Bas                         | 1                                |            |           |                                 |                              |  |  |                        |                        |
|  | Nouvelle-Zélande                 | 0                                |            |           |                                 |                              |  |  |                        |                        |
|  | Nouvelle-Zélande                 | 0                                | Pays-Bas   | 2 (3)     |                                 |                              |  |  |                        |                        |
|  |                                  |                                  | Pays-Bas   | 2 (3)     |                                 |                              |  |  |                        |                        |
|  |                                  | Argentine                        | 2(2)       |           |                                 |                              |  |  |                        |                        |
|  | Argentine                        | Argentine                        | 2(2)       | 3         |                                 |                              |  |  |                        |                        |
|  | Argentine                        |                                  |            | 3         |                                 |                              |  |  |                        |                        |
|  | Corée du Sud                     | 1                                |            |           |                                 |                              |  |  |                        |                        |
|  | Corée du Sud                     | 1                                | Pays-Bas   | 5         |                                 |                              |  |  |                        |                        |
|  |                                  |                                  | Pays-Bas   | 5         |                                 |                              |  |  |                        |                        |
|  |                                  | Australie                        | 1          |           |                                 |                              |  |  |                        |                        |
|  | Angleterre                       | Australie                        | 1          | 1         |                                 |                              |  |  |                        |                        |
|  | Angleterre                       |                                  |            | 1         |                                 |                              |  |  |                        |                        |
|  | Chine                            | 0                                |            |           |                                 |                              |  |  |                        |                        |
|  | Chine                            | 0                                | Angleterre | 0         |                                 |                              |  |  |                        |                        |
|  |                                  |                                  | Angleterre | 0         | Troisième place 8 décembre 2013 |                              |  |  |                        |                        |
|  |                                  | Australie                        | 3          |           |                                 |                              |  |  |                        |                        |
|  | Australie                        | Australie                        | 3          | 1 (4)     |                                 |                              |  |  |                        |                        |
|  | Australie                        |                                  |            | 1 (4)     |                                 |                              |  |  |                        |                        |
|  | Allemagne                        | 1 (2)                            |            | Argentine | 1 (2)                           |                              |  |  |                        |                        |
|  | Allemagne                        | 1 (2)                            |            | Argentine | 1 (2)                           |                              |  |  |                        |                        |
|  |                                  |                                  |            |           |                                 |                              |  |  | Angleterre             | 1 (4)                  |
|  |                                  |                                  |            |           |                                 |                              |  |  | Angleterre             | 1 (4)                  |

#### Matchs de classement
|  | Places 5 à 8 7 décembre 2013 | Places 5 à 8 7 décembre 2013 |                                |   | Cinquième place 8 décembre 2013 | Cinquième place 8 décembre 2013 |
|  | Places 5 à 8 7 décembre 2013 | Places 5 à 8 7 décembre 2013 |                                |   | Cinquième place 8 décembre 2013 | Cinquième place 8 décembre 2013 |
|  |                              |                              |                                |   |                                 |                                 |
|  |                              |                              |                                |   |                                 |                                 |
|  |                              |                              |                                |   |                                 |                                 |
|  | Nouvelle-Zélande             | 3                            |                                |   |                                 |                                 |
|  | Nouvelle-Zélande             | 3                            |                                |   |                                 |                                 |
|  | Corée du Sud                 | 1                            |                                |   |                                 |                                 |
|  | Corée du Sud                 | 1                            | Nouvelle-Zélande               | 1 |                                 |                                 |
|  |                              |                              | Nouvelle-Zélande               | 1 |                                 |                                 |
|  |                              | Chine                        | 0                              |   |                                 |                                 |
|  | Chine                        | Chine                        | 0                              | 3 |                                 |                                 |
|  | Chine                        |                              |                                | 3 |                                 |                                 |
|  | Allemagne                    | 1                            |                                |   |                                 |                                 |
|  | Allemagne                    | 1                            | Septième place 8 décembre 2013 |   |                                 |                                 |
|  |                              |                              |                                |   |                                 |                                 |
|  |                              |                              |                                |   |                                 |                                 |
|  |                              |                              |                                |   |                                 |                                 |
|  | Corée du Sud                 | 4                            |                                |   |                                 |                                 |
|  | Corée du Sud                 | 4                            |                                |   |                                 |                                 |
|  | Allemagne                    | 7                            |                                |   |                                 |                                 |
|  | Allemagne                    | 7                            |                                |   |                                 |                                 |